# Andrew Boone
Andrew Rechmond Boone, född 4 april 1831 i Davidson County i Tennessee, död 26 januari 1886 i Mayfield i Kentucky, var en amerikansk politiker (demokrat). Han var ledamot av USA:s representanthus 1875–1879.
Boone efterträdde 1875 Edward Crossland som kongressledamot och efterträddes 1879 av Oscar Turner.
Boone är begravd på Maplewood Cemetery i Mayfield i Kentucky.